# リコ・ロドリゲス (格闘家)
リコ・ロドリゲス（Ricco Rodriguez、1977年8月19日 - ）は、アメリカ合衆国の男性総合格闘家。ニューヨーク州ニューヨーク出身。アメリカン・ファイトクラブ所属。ブラジリアン柔術黒帯。第8代UFC世界ヘビー級王者。

## 来歴
ヒーガン・マチャドに師事し、ブラジリアン柔術を学んだ。
1998年3月、第1回アブダビコンバット99kg以上級決勝でショーン・アルバレスを破り、優勝を果たした。
1999年2月、第2回アブダビコンバット99kg以上級2回戦でアントニオ・ホドリゴ・ノゲイラに膝十字固めで一本勝ちするが、その後ショーン・アルバレスに敗れ、入賞を逃す。無差別級では準決勝で桜井"マッハ"速人と対戦し、ヒールホールドで一本負けを喫した。
2000年3月、第3回アブダビコンバット99kg以上級決勝でマーク・ケアーに敗れ、準優勝に終わる。無差別級では2回戦でショーン・アルバレスに一本負けを喫した。
2001年4月、第4回アブダビコンバット99kg以上級に参戦。1回戦で谷津嘉章に飛び付き腕ひしぎ十字固めで一本勝ちし、2回戦も勝ち抜くも、準々決勝でマーク・ロビンソンに敗れ、4位に終わる。無差別級では1回戦でアレッシャンドリ・カカレコにポイント勝ちするものの、2回戦でビクトー・ベウフォートにポイント負け。
2002年9月27日、UFC 39の世界ヘビー級王座決定戦でランディ・クートゥアと対戦。最終5ラウンドにパウンドでギブアップ勝ちを収め王座獲得に成功した。
2003年2月28日、UFC 41の世界ヘビー級王座防衛戦でティム・シルビアと対戦し、パウンドによるTKO負けを喫し王座陥落した。
2003年8月10日、PRIDE GRANDPRIX 2003 開幕戦でアントニオ・ホドリゴ・ノゲイラと対戦し、0-3の判定負け。この試合はポジション重視のUFCと一本・KOを狙う姿勢重視のPRIDEの判定基準の相違について物議を醸した。
2005年5月、アブダビコンバット99kg以上級に出場。1回戦でハイム・ガザリに袈裟固めで一本勝ちを奪うも、2回戦でガブリエル・ゴンザーガに判定負け。無差別級では1回戦でマルセロ・ガッシアにヒールホールドで一本負け。
2005年8月18日、WEC世界スーパーヘビー級タイトルマッチでロン・ウォーターマンと対戦し、0-3の判定負けを喫し王座獲得に失敗した。
2007年8月、ミルコ・クロコップのチーム・クロコップに寝技のスパーリングパートナーとして参加する予定であったが、クロアチア入りする直前になって参加をキャンセルした。
2008年2月16日、EliteXCでアントニオ・シウバと対戦し、判定負け。

## 戦績
| 総合格闘技 戦績 | 総合格闘技 戦績 | 総合格闘技 戦績 | 総合格闘技 戦績 | 総合格闘技 戦績 | 総合格闘技 戦績 | 総合格闘技 戦績 |
| --------------- | --------------- | --------------- | --------------- | --------------- | --------------- | --------------- |
| 82 試合         | (T)KO           | 一本            | 判定            | その他          | 引き分け        | 無効試合        |
| 54 勝           | 17              | 25              | 12              | 1               | 1               | 0               |
| 27 敗           | 11              | 0               | 16              | 0               | 1               | 0               |

| 勝敗 | 対戦相手                           | 試合結果                                 | 大会名                                                                  | 開催年月日     |
| ×    | ブラゴイ・アレクサンドル・イワノフ | 3R 3:33 TKO（棄権）                      | Chekhov MMA Tournament                                                  | 2011年12月24日 |
| ○    | バシル・ヤミルクハノフ             | 2R 2:56 TKO（パンチ連打）                | FEFoMP: Battle of Empires 1                                             | 2011年12月17日 |
| ×    | グローバー・テイシェイラ           | 1R 1:58 ギブアップ（パンチ連打）         | MMA Against Dengue                                                      | 2011年11月27日 |
| ×    | マイケル・キタ                     | 5分2R終了 判定0-3                        | MMA Attack                                                              | 2011年11月5日  |
| ×    | セス・ペトルゼリ                   | 1R 4:21 TKO（パウンド）                  | Bellator 48                                                             | 2011年8月20日  |
| ○    | ダグ・ウィリアムス                 | 1R 2:16 チョークスリーパー               | Shark Fights 17: Horwich vs. Rosholt 2                                  | 2011年7月15日  |
| ○    | ジェームス・マクスウィーニー       | 5分3R終了 判定3-0                        | BAMMA 5: Daley vs. Shirai                                               | 2011年2月26日  |
| ○    | ダニエル・タベラ                   | 5分3R終了 判定3-0                        | Israel Fighting Championship: Genesis                                   | 2010年11月9日  |
| ○    | ジョン・フアレス                   | 5分3R終了 判定2-1                        | USA MMA: Stacked                                                        | 2010年7月31日  |
| ○    | ボビー・マルティネス               | 1R 1:03 ヒールホールド                   | AFA: Parking Lot Beatdown                                               | 2010年7月17日  |
| ○    | ケン・スパークス                   | 1R 2:32 TKO（パンチ連打）                | USA MMA: Legends                                                        | 2010年5月22日  |
| ○    | トラビス・フルトン                 | 1R KO（ハイキック）                      | Cage Thug                                                               | 2010年5月1日   |
| ○    | ブライアン・ライアン               | 2R 2:05 TKO（パウンド）                  | XKL: Evolution 1                                                        | 2010年3月20日  |
| ○    | パトリック・ミラー                 | 2R 2:20 TKO（パンチ連打）                | STFC 10: Annihilation                                                   | 2010年2月26日  |
| ○    | モイス・リンボン                   | 3分3R終了 判定2-1                        | IAFC: Mayor's Cup 2009                                                  | 2009年11月27日 |
| ○    | ジャスティン・ハワード             | 1R 2:05 ギブアップ（パンチ連打）         | KOK 7: Judgment Day                                                     | 2009年8月29日  |
| ○    | ジョン・ブラウン                   | 3R 2:34 チョークスリーパー               | Reality Combat: The Return 【Reality Combatヘビー級王座決定戦】         | 2009年7月25日  |
| ×    | マリオ・リナルディ                 | 5分3R終了 判定0-3                        | WFC: Battle of the Bay 8                                                | 2009年7月10日  |
| ○    | ダグ・ウィリアムス                 | 1R 1:02 アナコンダチョーク               | Armagedon 9                                                             | 2009年6月27日  |
| ×    | ジェフ・モンソン                   | 5分3R終了 判定0-3                        | MFA: There Will Be Blood                                                | 2008年12月13日 |
| ○    | ロバート・ベローン                 | 3分3R終了 判定3-0                        | Rage in the Cage 117                                                    | 2008年11月8日  |
| ○    | ロブ・ブロートン                   | 2R 3:39 膝十字固め                       | CG 9: Beatdown                                                          | 2008年10月4日  |
| ○    | ティータス・キャンベル             | 2R 3:06 フロントチョーク                 | Silver Crown Fights                                                     | 2008年8月8日   |
| ○    | ジョナサン・アイビー               | 3R終了 判定3-0                           | Xp3: The Proving Ground                                                 | 2008年7月26日  |
| ○    | クリス・ギレン                     | 1R 4:30 腕ひしぎ十字固め                 | UCE: Round 31 Finals                                                    | 2008年6月27日  |
| ×    | トラビス・ビュー                   | 5分1R終了 判定0-3                        | YAMMA Pit Fighting 1 【ヘビー級トーナメント 準決勝】                    | 2008年4月11日  |
| ○    | ジョージ・ブッシュ                 | 5分1R終了 判定3-0                        | YAMMA Pit Fighting 1 【ヘビー級トーナメント 1回戦】                     | 2008年4月11日  |
| ×    | アントニオ・シウバ                 | 5分3R終了 判定1-2                        | EliteXC: Street Certified                                               | 2008年2月16日  |
| ○    | ケビン・ファイラル                 | 1R 2:23 TKO（棄権）                      | PFP: Ring of Fire                                                       | 2007年12月9日  |
| ×    | ベン・ロズウェル                   | 4分3R終了 判定0-3                        | IFL: 2007 Team Championship Final                                       | 2007年9月20日  |
| ○    | ロイド・マーシュバンクス           | 1R 3:11 TKO（パンチ連打）                | MMA Xtreme 13                                                           | 2007年7月28日  |
| ○    | イマニー・リー                     | 1R 2:12 チョークスリーパー               | Beatdown in Bakersfield                                                 | 2006年11月17日 |
| ○    | アブディアス・イリッソン           | 1R TKO（パンチ連打）                     | MMA Xtreme 7                                                            | 2006年11月11日 |
| ○    | ロン・ウォーターマン               | 1R終了時 TKO（ドクターストップ）         | WFA 4: King of the Streets                                              | 2006年7月22日  |
| ○    | テイラー・ブルックス               | 1R 腕ひしぎ十字固め                      | MMA Xtreme 1                                                            | 2006年3月25日  |
| ×    | ロバート・ベローン                 | 3分3R終了 判定0-3                        | RITC 78: Back with a Vengance                                           | 2006年1月14日  |
| ○    | テイラー・ブルックス               | 1R 4:00 腕ひしぎ十字固め                 | Pro Fight League                                                        | 2005年12月9日  |
| ○    | デビッド・モリ                     | 5分3R終了 判定3-0                        | MMA Fighting Challenge 4                                                | 2005年12月3日  |
| ○    | コリー・ソルター                   | 2R 0:17 腕ひしぎ十字固め                 | Ultimate Texas Showdown 3                                               | 2005年11月26日 |
| ○    | ジミー・アンブリッツ               | 1R 4:13 ギブアップ（パウンド）           | WEC 17: Halloween Fury 4                                                | 2005年10月14日 |
| ×    | ロン・ウォーターマン               | 5分3R終了 判定0-3                        | WEC 16: Clash of the Titans 2 【WEC世界スーパーヘビー級タイトルマッチ】 | 2005年8月18日  |
| ○    | アンディ・モンタナ                 | 1R 1:50 腕ひしぎ十字固め                 | Independent Event                                                       | 2005年7月15日  |
| ○    | ルーベン・ビシャレアル             | 1R 2:38 腕ひしぎ十字固め                 | Extreme Wars: X-1                                                       | 2005年7月2日   |
| ○    | スコット・ジャンク                 | 2R 0:42 フロントチョーク                 | Rumble on the Rock 7                                                    | 2005年5月7日   |
| ○    | マイク・シール                     | 1R 1:06 チョークスリーパー               | MMA Mexico Day 2                                                        | 2004年12月18日 |
| ×    | ペドロ・ヒーゾ                     | 5分3R終了 判定0-3                        | UFC 45: Revolution                                                      | 2003年11月21日 |
| ×    | アントニオ・ホドリゴ・ノゲイラ     | 3R（10分/5分/5分）終了 判定0-3           | PRIDE GRANDPRIX 2003 開幕戦                                             | 2003年8月10日  |
| ×    | ティム・シルビア                   | 1R 3:09 TKO（右ストレート→パウンド）     | UFC 41: Onslaught 【UFC世界ヘビー級タイトルマッチ】                     | 2003年2月28日  |
| ○    | ランディ・クートゥア               | 5R 3:04 ギブアップ（グラウンドの肘打ち） | UFC 39: The Warriors Return 【UFC世界ヘビー級王座決定戦】               | 2002年9月27日  |
| ○    | 高阪剛                             | 2R 3:25 TKO（マウントパンチ）            | UFC 37: High Impact                                                     | 2002年5月10日  |
| ○    | ジェフ・モンソン                   | 3R 3:00 TKO（パウンド）                  | UFC 35: Throwdown                                                       | 2002年1月11日  |
| ○    | ピート・ウィリアムス               | 2R 4:02 TKO（バックマウントパンチ）      | UFC 34: High Voltage                                                    | 2001年11月2日  |
| ○    | アンドレイ・アルロフスキー         | 3R 1:23 TKO（マウントパンチ）            | UFC 32: Showdown in the Meadowlands                                     | 2001年6月29日  |
| ○    | ポール・ブエンテロ                 | 2R 4:21 膝十字固め                       | KOTC 7: Wet and Wild 【KOTCヘビー級スーパーファイト王座決定戦】         | 2001年2月24日  |
| ○    | ジョン・マーシュ                   | 10分2R終了 判定3-0                       | PRIDE.12                                                                | 2000年12月23日 |
| ○    | ジャイアント落合                   | 1R 6:04 フロントチョーク                 | PRIDE.10                                                                | 2000年8月27日  |
| ○    | ゲーリー・グッドリッジ             | 10分2R終了 判定3-0                       | PRIDE.9                                                                 | 2000年6月4日   |
| ○    | トラビス・フルトン                 | 1R 4:49 腕ひしぎ十字固め                 | KOTC 2: Desert Storm                                                    | 2000年2月5日   |
| ○    | サム・アドキンス                   | 1R 4:32 前腕チョーク                     | Armageddon 2                                                            | 1999年11月23日 |
| ×    | ボビー・ホフマン                   | 1R 3:13 KO（パンチ連打）                 | SuperBrawl 13 【ヘビー級トーナメント 1回戦】                            | 1999年9月7日   |
| ○    | スティーブ・ショウ                 | 1R 1:34 腕ひしぎ十字固め                 | Rage in the Cage 6                                                      | 1999年7月10日  |
| ○    | ロッキー・バタスティーニ           | 1R 4:58 腕ひしぎ十字固め                 | Extreme Cage                                                            | 1999年3月25日  |
| ○    | スコット・アダムス                 | 4分3R終了 判定                           | Extreme Cage                                                            | 1999年3月25日  |

## 獲得タイトル
- ADCC 1998 99kg以上級 優勝（1998年）
- ADCC 1999 無差別級 3位（2000年）
- ADCC 2000 99kg以上級 準優勝（2000年）
- 初代KOTCヘビー級スーパーファイト王座（2001年）
- 第8代UFC世界ヘビー級王座（2002年）
- Reality Combatヘビー級王座（2009年）